# 說不出來 說不出來
《說不出來 說不出來》（日语：言えない 言えない）是日本嘻哈組合Hilcrhyme的總計第18張單曲。2015年9月2日由環球J（環球唱片）發行。

## 概要
《說不出來 說不出來》是嘻哈組合Hilcrhyme第一張採用作為動畫主題歌曲使用的單曲，曾當作2015年7月至9月的東京電視台電視動畫《其實我是…》的片尾主題曲。此外，該歌曲有製作PV的DVD，但只有收錄在初回限定盤。

## 收錄歌曲
所有歌曲由TOC作詞。
1. 說不出來 說不出來 (4:24)
  - 作曲：TOC & DJ KATSU，編曲：DJ KATSU&Shintaro "Growth" Izutsu
  - 東京電視台電視動畫《其實我是…》片尾主題曲
  - 另外，TOC在編寫這首歌曲的歌詞時，是以同名動畫的主角黑峰朝陽的視野及意識下去撰寫的。
2. I'm Ready (3:16)
  - 作曲：TOC，編曲：TOC、Jazzin' park（日语：Jazzin' park）（Satoru Kurihara&Singo Kubota）